# Sami al-Dschabir

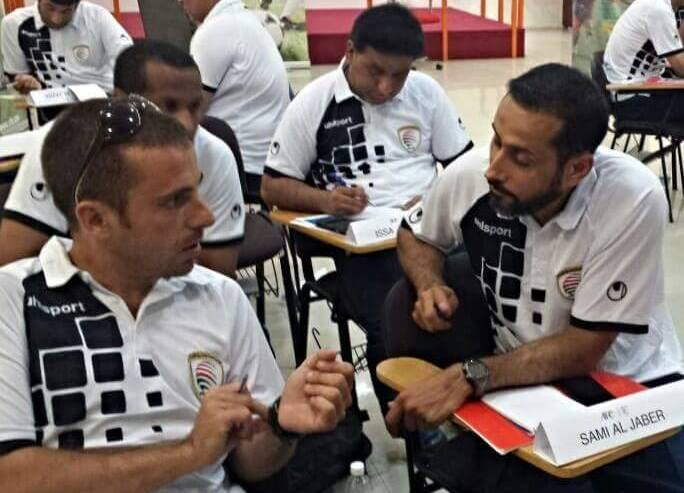
Sami al-Dschabir (rechts)

Sami Abdullah al-Dschabir (arabisch سامي عبدالله الجابر, DMG Sāmī ʿAbdullāh al-Ǧābir, nach englischer Umschrift häufig Al-Jaber; * 11. Dezember 1972 in Riad) ist ein ehemaliger saudi-arabischer Fußballspieler.
al-Dschabir begann 1987 seine Karriere bei Al-Hilal. Bereits 1990 wurde er erstmals in die Nationalmannschaft berufen. al-Dschabir nahm mit seinem Land an den Weltmeisterschaften 1994, 1998, 2002 und 2006 teil. Auch beim Gewinn der Asienmeisterschaft 1996 war al-Dschabir dabei.
In seiner Karriere absolvierte al-Dschabir 163 Spiele für sein Land, in welchen er 44 Tore erzielte.
Auf Vereinsebene gewann er 1992 und 2000 die AFC Champions League sowie 1996 und 2002 den asiatischen Pokal der Pokalsieger. Zudem gewann er 1996 und 2000 den asiatischen Supercup. Außer einem fünfmonatigen Gastspiel bei den Wolverhampton Wanderers, welches missglückte, spielte er in seiner gesamten Karriere bei Al-Hilal. Saudi-arabischer Meister wurde er 1988, 1990, 1996, 1998, 2002 und 2005. Nach der WM 2006 wollte er seine Karriere beenden. al-Dschabir entschied sich aber weiterhin für Al-Hilal zu spielen. Seine Karriere beendete er im Januar 2008. Ihm zu Ehren organisierte Al-Hilal in Riad vor 65.000 Zuschauern ein Abschiedsspiel gegen Manchester United. Er arbeitet seit 2013 als offizieller Trainer bei Al-Hilal.